# Krigens Fakkel
Krigens Fakkel er en dansk stumfilm fra 1913 med instruktion og manuskript af Alfred Lind.

## Handling
Denne artikel mangler et handlingsreferat. Hjælp os med at skrive det.